# Bennington (Oklahoma)
Bennington es un pueblo ubicado en el condado de Bryan en el estado estadounidense de Oklahoma. En el año 2010 tenía una población de 334 habitantes y una densidad poblacional de 222,67 personas por km².

## Geografía
Bennington se encuentra ubicado en las coordenadas 34°0′6″N 96°2′15″O / 34.00167, -96.03750 (34.001540, -96.037608).

## Demografía
Según la Oficina del Censo en 2000 los ingresos medios por hogar en la localidad eran de $17,500 y los ingresos medios por familia eran $21,667. Los hombres tenían unos ingresos medios de $23,750 frente a los $18,750 para las mujeres. La renta per cápita para la localidad era de $7,414. Alrededor del 37.9% de la población estaban por debajo del umbral de pobreza.